# Columba (Vorname)
Columba ist ein männlicher und weiblicher Vorname.

## Herkunft und Bedeutung
Der spätlateinische Name bedeutet Taube. Die Taube ist ein Symbol des Heiligen Geistes im Christentum. Dies war der Name mehrerer früher Heiliger, sowohl männlicher als auch weiblicher, insbesondere des irischen Mönchs Saint Columba aus dem 6. Jahrhundert, der vor der Küste Schottlands auf der Insel Iona ein Kloster gründete. Ihm wird die Konvertierung Schottlands zum Christentum zugeschrieben.

## Bekannte Namensträger

### Weiblich
- Columba Schonath (1730–1787), deutsche Mystikerin
- Columba Baumgartner (1912–2007), Zisterzienserin und Äbtissin des Klosters Seligenthal in Landshut

### Männlich
- Columban von Iona (521–597; auch Kolumba, Columba oder Kolumban der Ältere genannt), Missionar von Schottland
- Columban von Luxeuil (540–615; auch Kolumban von Bobbio oder Kolumban der Jüngere genannt), Missionar der Franken und Glaubensbote in Alemannien
- Columba Macbeth Green (* 1968), Bischof von Wilcannia-Forbes
- Columba Marmion (1858–1923), Abt der Abtei Maredsous in Belgien